# Guettaya
Guettaya (franska: Guettaya (CR), Guettaya (Commune Rurale), arabiska: كريفات) är en kommun i Marocko.   Den ligger i provinsen Béni Mellal och regionen Béni Mellal-Khénifra, i den nordöstra delen av landet, 170 km söder om huvudstaden Rabat. Antalet invånare är 14 621.